# William Thomas Hamilton

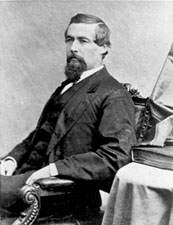
William Thomas Hamilton

William Thomas Hamilton (* 8. September 1820 im Washington County, Maryland; † 26. Oktober 1888 in Hagerstown, Maryland) war ein US-amerikanischer Politiker (Demokratische Partei) und von 1880 bis 1884 Gouverneur des Bundesstaates Maryland. Zwischen 1849 und 1875 vertrat er seinen Staat mit Unterbrechungen in beiden Kammern des Kongresses.

## Frühe Jahre und politischer Aufstieg
William Hamilton besuchte die Hagerstown Academy und das heutige Washington and Jefferson College in Pennsylvania. Nach einem anschließenden Jurastudium wurde er im Jahr 1843 als Rechtsanwalt zugelassen. Daraufhin begann er in Hagerstown in seinem neuen Beruf zu arbeiten.
Im Jahr 1846 wurde er in das Abgeordnetenhaus von Maryland gewählt. Zwischen 1849 und 1855 vertrat er seinen Staat im US-Repräsentantenhaus in Washington, D.C. Dort unterstützte er die Einfuhrzölle, weil sie eine willkommene Einnahmequelle waren. Im Kongress war er damals auch Vorsitzender des Ausschusses zur Verwaltung des Bundesdistrikts (District of Columbia). In den Jahren 1855 bis 1868 zog sich Hamilton vorübergehend aus der Politik zurück und arbeitete als Rechtsanwalt und Farmer in Hagerstown.

## US-Senator und Gouverneur
Im Jahr 1868 wurde Hamilton in den US-Senat gewählt. Er trat als Class-1-Senator die Nachfolge von William Pinkney Whyte an und übte dieses Mandat zwischen dem 4. März 1869 und dem 3. März 1875 aus. Im Senat setzte er sich für die Wiederherstellung der Souveränität der Südstaaten ein. Außerdem stimmte er gegen den 15. Verfassungszusatz, der das Wahlrecht der schwarzen Bevölkerung rechtlich verankerte. 1871 unterstützte er seinen Vorgänger Whyte, als sich dieser erfolgreich um das Amt des Gouverneurs von Maryland bewarb. Später überwarf er sich allerdings mit ihm. Im Jahr 1874 wurde er von seiner Partei nicht für eine weitere Amtszeit im Senat nominiert. Sein Sitz ging erneut an William Whyte. Stattdessen kandidierte Hamilton bei den Gouverneurswahlen des Jahres 1875, bei denen er gegen John Lee Carroll unterlag.
Vier Jahre später schaffte er den Wahlsieg bei den Gouverneurswahlen und konnte zwischen dem 14. Januar 1880 und dem 9. Januar 1884 dieses Amt ausüben. Seine Amtszeit war von einem Konflikt mit der Legislative überschattet. Dadurch konnte er seine geplanten Reformen nicht durchsetzen.

## Weiterer Lebenslauf
Nach dem Ende seiner Gouverneurszeit zog sich Hamilton aus der Politik zurück und widmete sich seinen privaten Angelegenheiten. Er war weiterhin als Anwalt tätig. William Hamilton verstarb im Oktober 1888. Mit seiner Frau Clara Holmes Jenness hatte er acht Kinder.